# لوتر دیویس
لوتر دیویس (انگلیسی: Luther Davis; ۲۹ اوت ۱۹۱۶ – ۲۹ ژوئیهٔ ۲۰۰۸) نمایش‌نامه‌نویس و فیلم‌نامه‌نویس اهل ایالات متحده آمریکا بود.
وی همچنین برندهٔ جوایزی همچون جایزه ادگار شده است.
دیویس نویسنده فیلم‌هایی همچون دوره‌گردها، از عجایب علاءالدین و بانو در قفس بوده است.